# Richard Hamann
Richard Hamann, född 29 maj 1879 i Seehausen, död 9 januari 1961 i Immenstadt im Allgäu, var en tysk konsthistoriker.
Richard Hamann blev 1913 professor vid universitetet i Marburg, där han grundlade ett betydande konsthistoriskt institut med omfattande fotografiskt material, till stor del samlat av honom själv. Han utgav Rembrandts Radierungen (1906, 3:e upplagan 1921), Der Magdeburger Dom (1910, tillsammans med Felix Rosenfeld), Æsthetik (1911, 2:a upplagan 1919), Deutsche Malerei im 19. Jahrhundert (1914), Deutsche und französische Kunst im Mittelalter (2 band, 1922–1923), Deutsche Malerei vom Rokoko bis zum Expressionismus (1925), Die Elisabethkirche zu Marburg (2 band, 1924–1929, tillsammans med Kurt Wilhelm-Kästner), Geschichte der Kunst von der altchristlichen Zeit bis zur Gegenwart (1933, 2:a upplagan 1935).